# H-Kayne
H-kayne est un groupe marocain de hip-hop, originaire de Meknès. Formé vers 1996, le groupe se compose de Adil Sif Lssane (« Sif L'san »), Hatim HB2, Azzedine Ter-Hoor, Othman Benhami et DJ Khalid. Ce groupe réussit à fédérer le public, et à établir un premier contrat avec une grande maison de production, Platinium Music, une succursale d'Universal Music. Des titres comme Issawa Style, F'mo hadak,  FL'Houma et H-K Kima Dima propulsent cette formation musicale dans les années 2000.

## Biographie

### Origines et débuts
Le groupe, pionnier du rap au Maroc, est à l'origine formé sous le nom de Dogs, et par la suite 15/3-MKS, qui était au départ composé de quatre membres : Adil, Azeddine, Othman Benhami, et Hatim ; Hatim poursuivait en parallèle, en 1998, des études à Montpellier, en France. L'idée du groupe émerge vers 1996 à Meknès. À cette époque, tous les futurs membres se passionnent pour le hip-hop, passant par toutes les composantes de cette culture : danse, chorégraphie, breakdance ; ils finissent par ressentir l'envie de s'exprimer, ce qui a donné les premiers freestyles et les premiers textes du groupe.
En février 2001 à Montpellier, DJ Khalid fait la connaissance de Hatim, membre du groupe Dogs dont le succès est grandissant au Maroc. Après avoir écouté le premier album des Dogs, Hdaw Dogs Jaw, DJ Khalid est intéressée par un projet avec le groupe puisque leur style lui plait. Après de longues démarches, la formule Dogs + DJ Khalid donne naissance au concept H-Kayne. Un an plus tard, en 2002, le collectif se retrouve à Meknès (Maroc) pour donner naissance aux premières productions H-Kayne, mais l'enregistrement prévu à Montpellier est compromis à cause d'un refus de visa. Le groupe commence alors l'enregistrement de la maquette de l'album dans un studio de fortune aménagé dans une chambre de 9 m² avec des couvertures en guise d'isolation phonique. Au bout de trois semaines la maquette est prête.

### 1 Son 2 Bled'ArtetHK 1426
Le 30 mai 2003, H-Kayne fait sa première apparition sur scène dans le cadre du Boulevard des jeunes musiciens dans la ville de Casablanca, et remporte le premier prix dans les catégories rap et hip-hop,. La prestation ne passe pas inaperçue, les sollicitations affluent. Le 24 juin, le groupe continue sur sa lancée en donnant un concert d'une heure et demie à l'institut français de Meknès devant un large public. Grâce à cette prestation H-Kayne se voit proposer une tournée dans plusieurs instituts français du royaume courant 2004. En janvier 2004, H-Kayne auto-produit et publie un premier album, intitulé 1 Son 2 Bled'Art, qui connait un grand succès à travers tout le Maroc.
H-Kayne signe au label Platinium Music, une maison de disques et succursale d'Universal Records, et publie, en 2005, HK 1426, son deuxième opus. Le site web Jeune Afrique classe l'album huitième sur les dix ayant marqué l'histoire du rap africain. L'album comprend le single à succès Issawa Style. Ce single s'installe et se popularise dans 78 pays. HK 1426 et 1 Son 2 Bled'Art deviendront des hits mondiaux en 2006 et 2008, respectivement.

### H-Kaynologyet nouvel album
Avant la sortie d'un troisième album, le groupe enchaîne les concerts au Maroc et à l’étranger, notamment en Espagne, France, Belgique, Pays-Bas, Allemagne, Égypte, Tunisie et Algérie. Le 10 août 2009 sort H-Kaynology, qui contient douze titres, produit entre autres par Sayd des Mureaux, producteur de Rohff, Booba, Diam's, etc., et Hammadi Boujmal, qui a aussi produit des titres pour MTV et Ludacris, entre autres. En 2011, H-Kayne est nommé ambassadeur de bonne volonté au Maroc pour le programme des Nations unies pour le développement. Le groupe est également été décoré par Mohammed VI du Wissam de la récompense nationale.
Au début de 2016, H-Kayne s'associe à la chanteuse française Kenza Farah pour une chanson intitulée On est posé, accompagnée par un clip tourné à Marrakech. Vers 2016-2017, le groupe annonce la sortie d'un nouvel album. En janvier 2017, ils publient le single clippé Gana, extrait de leur futur album. En août 2017, le groupe publie un autre single, Ana hor, arrangé par DJ Abdel, et aussi accompagné d'un clip, tourné dans le désert d’Agfay à Marrakech, et qui est une fusion de plusieurs styles musicaux.

## Festivals
H-Kayne remporte beaucoup de succès en France et en Espagne, de nombreux festivals français les accueillent. Ils ont aussi participé à des nombreux festivals au Maroc comme ceux de Maroc Telecom, Meditel, Wana, et Festival Mawazine.

## Discographie

### Hors-albums
- Kolchi Khout - feat. Casa Crew
- Sma3ni - feat. Don Bigg, Steph Ragga Man, Khansa Batma
- Maroc Connection - feat. K-Libre, Crazy-H, Hel-Lamkane, et Lil' Komy
- Kbala - feat. Darga
- 3ti Damak
- Meknes City to NYC - feat. DJ King SamS et Black Rob

### Clips
- Issawa Style
- F'mo Hadak
- F-l L'houma (extrait avec le clip Issawa Style)
- Sma3ni
- Maroc Connection
- Jil chdid
- A la marocaine